# تپه چیا چالگه
تپه چیا چالگه مربوط به هزاره اول قبل از میلاد - دوره اشکانیان - دوره ساسانیان است و در شهرستان کوهدشت، بخش طرهان، دهستان طرهان، ۱/۳ کیلومتری شمال روستای کل سرخ واقع شده و این اثر در تاریخ ۲۸ اسفند ۱۳۸۵ با شمارهٔ ثبت ۱۸۴۰۸ به‌عنوان یکی از آثار ملی ایران به ثبت رسیده است.